# Herbert Skinner
Herbert Wakefield Banks Skinner (* 7. Oktober 1900 in London Borough of Ealing; † 20. Januar 1960 in Genf) war ein Physiker.

## Leben
Schon als Kind beschäftigte sich Herbert Skinner mit isothermen Zustandsänderungen, da sein Vater, George Herbert Skinner einen Vergaser für Kraftfahrzeuge entwickelte. 1909 wurde Skinner an der Durston House School eingeschult. 1914 errang er dank seiner mathematischen Fähigkeiten ein Stipendium an der Rugby School, die er ab September 1914 besuchte. Seine Entwicklung auf der Rugby School war sehr erfolgreich, er errang Preise in Mathematik und Naturwissenschaften. Als er 1919 die Rugby verließ, war er Bester in Wissenschaften. Ab Oktober 1919 besuchte Herbert das Trinity College in Cambridge. Nach den Mathematical Tripos, absolvierte er im Sommer 1922 den Natural Sciences Tripos.

## Beruf
Von 1925 bis 1930 arbeitete Skinner am Cavendish-Laboratorium an der University of Cambridge, wofür er teilweise ein Coutts Trotter Studentship Stipendium des Trinity Colleges erhielt. 1919 war Ernest Rutherford nach Cambridge zurückgekehrt und mit James Chadwick wurde von Neuem die Kernspaltung versucht. 1938 maß Skinner Energiebänder in Metallen mit Röntgenabsorptionsspektroskopie.
Ab 1940 war er mit Philip Dee, W.B.Lewis, Bernard Lovell, D.W.Fry, John Cockcroft und J. A. Ratcliffe am Telecommunications Research Establishment (TRE) unter A.P.Rowe, der damaligen Bawdsey Research Station, an der Radarentwicklung beteiligt.
Von 1947 bis 1949 war Skinner unter John Cockcroft stellvertretender Leiter des Atomic Energy Research Establishment Harwell. Dabei war er auch Vorgesetzter des später als Spion enttarnten Klaus Fuchs und des später in die Sowjetunion übergesiedelten von Bruno Pontecorvo – mit beiden war er auch befreundet. Skinner hatte von 1949 bis 1960 den Lehrstuhl Lyon Jones Chair of Physics an der University of Liverpool.
1957 war er Leiter einer Kommission, welche nachdrücklich die Errichtung eines Synchrotrons empfahl.
1960 war H.W.B. Skinner am CERN beschäftigt.

## Veröffentlichungen
mit Charles Drummond Ellis, (1895–1980) The Absolute Energies of the Groups in Magnetic β -Ray Spectra The Royal Society, London 1924